# Division No 17 (Alberta)
Pour les articles homonymes, voir Division No 17.

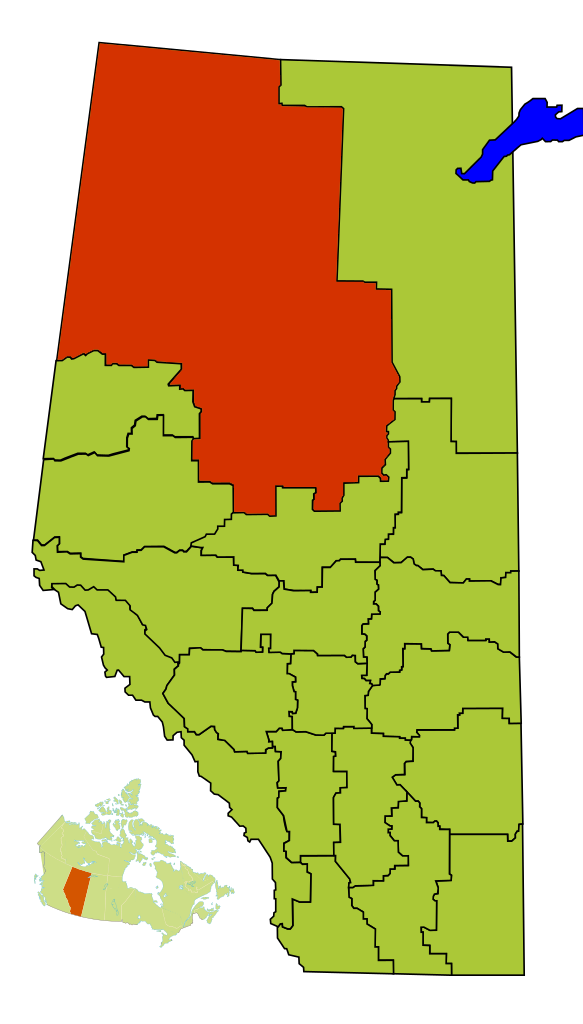
Division No 17.

La Division No 17 est une division de recensement de 61,504 habitants en 2011, située dans la province d'Alberta, au Canada.